# Наводнение в Пакистане (2010)
Наводнение в Пакистане началось в июле 2010 года после продолжительных дождей, приведших к выходу из берегов нескольких крупных рек в провинции Хайбер-Пахтунхва. От наводнения погибло по меньшей мере 1500 человек, тысячи людей лишились крова, всего пострадало от наводнения два миллиона пакистанцев..
Причиной наводнения стали муссонные дожди, которые были охарактеризованы как сильнейшие за последние 80 лет. По данным метеорологической службы Пакистана за 36 часов выпало 300 мм осадков, в дальнейшем интенсивность осадков не уменьшилась.
В ряде мест вода поднялась на 5,5 м, и местные жители вынуждены были спасаться на крышах. Наводнением было разрушено по крайней мере 45 мостов и смыты более 15 тысяч домов. Каракорумское шоссе, которое связывает Пакистан с Китаем, было закрыто после обрушения моста.

## Усилия по оказанию помощи
Представитель пакистанской армии заявил, что во всех пострадавших районах действовали национальные войска, которые спасли тысячи людей. Премьер-министр Юсуф Реза Гилани посетил пострадавшие провинции и дал указания пакистанскому флоту по эвакуации пострадавших от наводнения. Пакистан обратился к международным благотворительным организациям с просьбой об оказании помощи в борьбе со стихийным бедствием. Для оказания помощи пострадавшему населению было выделено 150 лодок и 21 вертолёт.

Посольство США в Пакистане предоставило власти семь вертолётов для оказания помощи в спасательных операциях.

Организация Объединённых Наций также приложила усилия по оказанию помощи.

26 августа 2010 года Китайская Народная Республика направила на помощь терпящим бедствия пакистанцам группу из 36 военных врачей и 19 технических специалистов. Помимо этого, борт из КНР привёз в пострадавшие районы гуманитарный груз на сумму 8 млн юаней (1,2 млн долларов). Прежде всего в пострадавшие районы были отправлены лекарства и медицинское оборудование.
В общей сложности КНР выделила гуманитарную помощь на сумму свыше 120 млн юаней (17,7 млн долларов).

## Масштабы катастрофы
По заявлению Генерального секретаря ООН от 15 до 20 млн жителей Пакистана нуждались в предметах первой необходимости — продуктах, питьевой воде, палатках.